# Kate Starre
Kate Starre, född den 18 september 1971 i Perth, Australien, är en australisk landhockeyspelare.
Hon tog OS-guld i damernas landhockeyturnering i samband med de olympiska landhockeytävlingarna 1996 i Atlanta.
Hon tog OS-guld igen i damernas landhockeyturnering i samband med de olympiska landhockeytävlingarna 2000 i Sydney.